# 山形県道11号長井白鷹線
山形県道11号長井白鷹線（やまがたけんどう11ごう ながいしらたかせん）は、山形県長井市から西置賜郡白鷹町に至る県道（主要地方道）である。

## 概要

### 路線データ
- 陸上距離：18.1km[1]
- 起点：長井市九野本（山形県道10号長井飯豊線交点）
- 終点：西置賜郡白鷹町荒砥甲（国道348号交点）

## 歴史
- 1993年（平成5年）5月11日 - 建設省から、県道長井大江線を長井大江線として主要地方道に指定される[2]。
- 2020年（令和2年）12月6日 - 白鷹大橋が開通[3]。

## 路線状況

### 重複区間
- 山形県道9号長井大江線（西置賜郡白鷹町鮎貝地内）

### 橋梁
- 上野川橋（長井市、置賜野川）
- 白鷹大橋（白鷹町、最上川）

## 地理

### 通過する自治体
- 長井市
- 西置賜郡白鷹町

### 交差する道路
- 山形県道10号長井飯豊線
- 山形県道253号寺泉舟場線
- 山形県道259号勧進代舟場線
- 山形県道254号高玉広野線
- 山形県道9号長井大江線
- 山形県道255号黒鴨鮎貝線
- 国道287号
- 国道348号

### 沿道の施設
- 鮎貝駅（フラワー長井線）
- 四季の郷駅（フラワー長井線）
- 白鷹町役場